# Linaria clementei
Linaria clementei är en grobladsväxtart. Linaria clementei ingår i släktet sporrar, och familjen grobladsväxter.

## Underarter
Arten delas in i följande underarter:
- L. c. clementei
- L. c. reverchonii